# ピーター・ウタカ
ピーター・ウタカ（Peter Utaka）ことピーター・マドゥアブチ・ウタカ（英: Peter Maduabuci Utaka、1984年2月12日 - ）は、ナイジェリア・エヌグ州エヌグ出身のプロサッカー選手。Jリーグ・栃木シティFC所属。ポジションはフォワード（FW）。元ナイジェリア代表。
2007-08シーズンのベルギー2部リーグ得点王（22得点）。2009-10シーズンのデンマーク1部リーグ得点王（18得点）。2016年のJ1リーグ得点王（19得点）および2020年のJ2リーグ得点王（22得点）。

## クラブ経歴

### プロ入り
1984年にナイジェリア・エヌグで生まれたウタカは、1997年に地元の大学病院・UNTHナイジェリア（University of Nigeria Teaching Hospital）でキャリアを始めた。兄のジョン・ウタカと共にプレーすることになるが、程なくして兄がエジプトのアラブ・コントラクターズSCと契約すると、その後を追うように同じ町を拠点とするアル・イスマイリーSCのトライアルに参加。その後、ヨーロッパでプレーしたい想いから、兄と兄の代理人の助けを借り、1999年の16歳の時にクロアチアのNKディナモ・ザグレブの下部組織に入団。ディナモでは、後にクロアチア代表でプレーすることになるエドゥアルドとクラブが提供するアパートで共に生活をしたことから親交を結び、エドゥアルドがアーセナルFCへ移籍してからも連絡を取る仲になった。それから1年後に古巣へ戻り2003年まで在籍した。

### ベルギー時代
2003年にベルギー・セカンドディビジョンのパトロ・アイスデン・マースメヘレンと契約。マースメヘレンでの活躍が認められ、1部のKVCウェステルローに引き抜かれた。2007年1月に2部のロイヤル・アントワープFCに加入するとすぐさま主力となり、翌シーズンは22得点で得点王となる活躍を見せ、チームをプレーオフ圏内の2位へ導いた。

### デンマーク時代
2008年8月30日、デンマークのオーデンセBKに移籍。1年目で得点ランク4位タイとなる12得点を挙げ、2年目は33試合18得点で得点王に輝いた。また、オーデンセの選手としては2004-05シーズンに20得点を挙げたステフン・ホイヤー以来の得点王となった。

### 中国時代
2012年1月、中国の大連阿爾濱に移籍。
ハイペースで得点を重ね14節から23節までの10試合で12得点を記録する爆発力をみせた。最終的にチーム得点王となる20得点を挙げる。
2013年もゴールを量産すると同7月には同じく中国の北京国安に完全移籍。この際の移籍金は4億7000万円で、中国リーグ間での移籍金としては史上最高額となった。
しかし2014年は前年までの得点力が影を潜め、同7月に上海申鑫にレンタル移籍となるが、上海でも復調せず同シーズン計25試合で3得点と中国移籍後もっとも低調な年となった。

### 清水エスパルス
2015年2月、清水エスパルスへ完全移籍。4月15日、第5節のガンバ大阪戦でJリーグ初ゴールを決めるなど、攻撃の軸として28試合で9得点を記録したが、チームはJ2降格を喫した。

### サンフレッチェ広島
2016年、サンフレッチェ広島へ期限付き移籍。移籍当初はシャドーのポジションでプレーしていたが、佐藤寿人から1トップのレギュラーの座を奪うと得点を量産してリーグ最速の10点を決め、19得点でヴィッセル神戸のレアンドロと共にJ1得点王に輝いた。なお、ベストイレブンには選出されなかった。得点王を獲得しながらも、ベストイレブンに選出されなかったのは、Jリーグでは1994年シーズンのジェフ市原のフランク・オルデネビッツ以来、2人目である。

### FC東京
2017年は得点王を獲得したことで年俸が高騰し、年齢が高いこともあって広島・清水両クラブとも契約更新が難航しており、最終的に所有権を広島に移した上でFC東京に期限付き移籍することとなった。2017年3月15日、ルヴァンカップ第1節のベガルタ仙台戦では移籍後初の途中出場から、PKを含む1得点1アシストの活躍をみせた。3月18日、4節の川崎フロンターレ戦では途中出場から1得点1アシストの活躍でリーグ戦デビューを飾り、2点にからむ活躍を見せた。12月5日、FC東京との期限付き移籍期間が満了。12月30日、広島との来季の契約を結ばないことが発表された。

### ヴェイレBK
2018年2月、デンマーク2部のヴェイレBKと2018年夏までの契約を結んだ。だが6試合無得点と結果を残せず、シーズン終了後に退団した。

### Jリーグ復帰
2018年6月、徳島ヴォルティスへの完全移籍が発表された。半年間で18試合に出場、6ゴールを記録した。
2018年12月、ヴァンフォーレ甲府への完全移籍が発表された。2019年シーズンは40試合に出場、20ゴールを記録した。
2019年12月23日、京都サンガF.C.に完全移籍により加入すると発表された。第2節のジュビロ磐田戦で移籍後初ゴールを含め2ゴールを決めると、第10節のモンテディオ山形戦では一人で4ゴールを決め(日本でのプレーでは初のハットトリック)、4-3での勝利に貢献した。2020年シーズンは22得点を決め、J2リーグ得点王のタイトルを獲得した。
2021年シーズンもレギュラーとして40試合に出場し、21得点を決めて京都の12年ぶりのJ1昇格に貢献。また、リーグ戦21得点はルキアンに1得点差で敗れるも得点ランキング2位の成績であった。
2022年シーズンは9試合終了時点で得点ランキング首位の7得点を奪いシーズン前半のチームの躍進に貢献、後半は失速したが、9得点2アシストを記録。J1昇格プレーオフでは相手のゴール前での決定的なシュートを顔面で防いで、京都のJ1残留に貢献した。
2022年12月30日、甲府に4シーズンぶりに復帰することが発表された。背番号は、2023年シーズンより規定が変更され、新たに52から99までの背番号を自由に選べるようになった ため、かつて使用していた背番号「9」を重ねた「99」を選択した。富士フイルムスーパーカップ2023にて復帰後初出場を飾ると、同試合の44分には前年度のJ1王者横浜F・マリノスから同点ゴールを挙げるなどと活躍を見せた。同年のAFCチャンピオンズリーググループステージ最終節のブリーラムとの対戦で2得点を決め、チームの決勝トーナメント進出に貢献した。
2024年11月15日、甲府と契約満了となったことが発表された。
2025年3月27日、J3 栃木シティFCへの加入が発表された。背番号は90番。

## 代表経歴
2009年9月21日、2010 FIFAワールドカップ・アフリカ予選のモザンビーク戦に向けてシェイブ・アモドゥ監督に初招集されるも出番はなかった。2010年3月3日のコンゴ民主共和国戦でラーシュ・ラーゲルベック監督の下ナイジェリア代表デビュー。ナイジェリア代表初得点となる先制点を挙げ5-2の勝利に貢献した。また、この試合前にナイジェリアサッカー協会はウタカと連絡がつかなかったため、ウタカの母親に連絡をし招集の件を伝えてもらった。
2010年5月、2010 FIFAワールドカップに向け暫定30人のメンバーに兄と共にリスト入りしたが、本大会のメンバーには兄だけが選ばれたため兄弟一緒にプレーすることは叶わなかった。

## 人物
- 2歳年上の兄・ジョン・ウタカもプロサッカー選手でナイジェリア代表としてもプレー。
- 清水在籍時に食べた静岡おでんが気に入り、スタジアムで販売される選手コラボメニューとして"ウタカの静岡おでん"が企画販売されるほどだった[30]。
- ファッションへの関心が高く、自分が着るための服を製作するプライベートブランドを持っている[31]。
- 元川崎フロンターレの中村憲剛のファン。本人から握手やユニフォーム交換を求めに行くほどである。
- 得点能力に長けている一方で、運動量は非常に少ない。2022年は90分あたりの走行距離は8.49kmで、フィールドプレイヤーの中ではJ1ワーストだった。これは守備にたけているわけではないため、守備にはほとんど関与せず攻撃に集中しているともとれるデータである[20]。ちなみにリオネル・メッシやクリスティアーノ・ロナウドは圧倒的な攻撃力を持つため守備を免除されている例である。

## 個人成績
| 年度       | クラブ         | 背番号        | リーグ         | 出場   | 得点   | 出場       | 得点       | 出場         | 得点         | 出場  | 得点  | 出場     | 得点     |
| ベルギー   | ベルギー       | ベルギー      | ベルギー       | リーグ | リーグ | ―          | ―          | ベルギー杯   | ベルギー杯   | CL EL | CL EL | 期間通算 | 期間通算 |
| ---------- | -------------- | ------------- | -------------- | ------ | ------ | ---------- | ---------- | ------------ | ------------ | ----- | ----- | -------- | -------- |
| 2003-04    | マースメヘレン |               | ドゥズィエーム | 35     | 17     | -          | -          |              |              | -     | -     |          |          |
| 2004-05    | ウェステルロー | 21            | JPL            | 24     | 4      | -          | -          |              |              |       |       |          |          |
| 2005-06    | ウェステルロー | 9             | JPL            | 30     | 5      | -          | -          |              |              |       |       |          |          |
| 2006-07    | ウェステルロー | 9             | JPL            | 19     | 3      | -          | -          |              |              |       |       |          |          |
| 2006-07    | Rアントワープ  | 9             | ドゥズィエーム | 12     | 4      | -          | -          |              |              |       |       |          |          |
| 2007-08    | Rアントワープ  | 11            | ドゥズィエーム | 24     | 22     | -          | -          |              |              |       |       |          |          |
| デンマーク | デンマーク     | デンマーク    | デンマーク     | リーグ | リーグ | リーグ杯   | リーグ杯   | デンマーク杯 | デンマーク杯 | CL EL | CL EL | 期間通算 | 期間通算 |
| 2008-09    | オーデンセBK   | 7             | スーペルリーガ | 27     | 12     | -          | -          | 0            | 0            | -     | -     | 27       | 12       |
| 2009-10    | オーデンセBK   | 7             | スーペルリーガ | 33     | 18     | -          | -          | 3            | 4            | 3     | 2     | 39       | 24       |
| 2010-11    | オーデンセBK   | 7             | スーペルリーガ | 32     | 14     | -          | -          | 1            | 0            | 10    | 6     | 43       | 20       |
| 2011-12    | オーデンセBK   | 7             | スーペルリーガ | 16     | 8      | -          | -          | 0            | 0            | 9     | 1     | 25       | 9        |
| 中国       | 中国           | 中国          | 中国           | リーグ | リーグ | リーグ杯   | リーグ杯   | 中国FAカップ | 中国FAカップ | ACL   | ACL   | 期間通算 | 期間通算 |
| 2012       | 大連阿爾濱     | 11            | CSL            | 28     | 20     | -          | -          | 1            | 0            | -     | -     | 29       | 20       |
| 2013       | 大連阿爾濱     | 11            | CSL            | 15     | 7      | -          | -          | 0            | 0            | -     | -     | 15       | 7        |
| 2013       | 北京国安       | 15            | CSL            | 12     | 7      | -          | -          | 3            | 4            | 0     | 0     | 15       | 11       |
| 2014       | 北京国安       | 15            | CSL            | 13     | 1      | -          | -          | 0            | 0            | 7     | 3     | 20       | 4        |
| 2014       | 上海申鑫       | 35            | CSL            | 12     | 2      | -          | -          | 1            | 2            | -     | -     | 13       | 4        |
| 日本       | 日本           | 日本          | 日本           | リーグ | リーグ | ルヴァン杯 | ルヴァン杯 | 天皇杯       | 天皇杯       | ACL   | ACL   | 期間通算 | 期間通算 |
| 2015       | 清水           | 18            | J1             | 28     | 9      | 1          | 0          | 0            | 0            | -     | -     | 29       | 9        |
| 2016       | 広島           | 9             | J1             | 33     | 19     | 2          | 0          | 1            | 1            | 2     | 0     | 38       | 20       |
| 2017       | 広島           | 9             | J1             |        |        |            |            |              |              |       |       |          |          |
| FC東京     | 9              | 25            | J1             | 8      | 8      | 2          | -          | -            | -            | -     | 33    | 10       |          |
| デンマーク | デンマーク     | デンマーク    | デンマーク     | リーグ | リーグ | リーグ杯   | リーグ杯   | デンマーク杯 | デンマーク杯 | CL EL | CL EL | 期間通算 | 期間通算 |
| 2017-18    | ヴェイレBK     | 9             | 1.Division     | 6      | 0      | -          | -          | 0            | 0            | -     | -     | 6        | 0        |
| 日本       | 日本           | 日本          | 日本           | リーグ | リーグ | ルヴァン杯 | ルヴァン杯 | 天皇杯       | 天皇杯       | ACL   | ACL   | 期間通算 | 期間通算 |
| 2018       | 徳島           | 50            | J2             | 18     | 6      | -          | -          | 0            | 0            | -     | -     | 18       | 6        |
| 2019       | 甲府           | 9             | J2             | 40     | 20     | -          | -          | 0            | 0            | -     | -     | 40       | 20       |
| 2020       | 京都           | 9             | J2             | 40     | 22     | -          | -          | -            | -            | -     | -     | 40       | 22       |
| 2021       | 京都           | 9             | J2             | 40     | 21     | -          | -          | 0            | 0            | -     | -     | 40       | 21       |
| 2022       | 京都           | 9             | J1             | 29     | 9      | 2          | 0          | 1            | 0            | -     | -     | 32       | 9        |
| 2023       | 甲府           | 99            | J2             | 40     | 12     | -          | -          | 3            | 0            | 6     | 3     | 50       | 16       |
| 2024       | 甲府           | 99            | J2             | 34     | 8      | 2          | 0          | 2            | 3            | -     | -     | 38       | 11       |
| 合計       | ベルギー2部    | ベルギー2部   | ベルギー2部    | 71     | 43     |            |            |              |              |       |       |          |          |
| 合計       | ベルギー1部    | ベルギー1部   | ベルギー1部    | 73     | 12     |            |            |              |              |       |       |          |          |
| 合計       | デンマーク1部  | デンマーク1部 | デンマーク1部  | 108    | 52     | 0          | 0          | 4            | 4            | 22    | 9     | 134      | 65       |
| 合計       | デンマーク2部  | デンマーク2部 | デンマーク2部  | 6      | 0      | -          | -          | 0            | 0            | -     | -     | 6        | 0        |
| 合計       | 中国           | 中国          | 中国           | 80     | 37     | 0          | 0          | 5            | 6            | 7     | 3     | 92       | 46       |
| 合計       | J1             | J1            | J1             | 115    | 45     | 11         | 2          | 3            | 2            | 2     | 0     | 131      | 49       |
| 合計       | J2             | J2            | J2             | 212    | 89     | 2          | 0          | 5            | 3            | 6     | 3     | 225      | 95       |
| 合計       | 総通算         | 総通算        | 総通算         | 705    | 294    | 13         | 2          | 17           | 15           | 43    | 18    | 750      | 329      |

その他の公式戦
- 2016年
  - FUJI XEROX SUPER CUP 1試合1得点
- 2019年
  - J1参入プレーオフ 1試合1得点
- 2023年
  - FUJIFILM SUPER CUP 1試合1得点

## 代表歴

### 試合数
- 国際Aマッチ 8試合 3得点（2010年-2011年）[32]

| ナイジェリア代表 | 国際Aマッチ | 国際Aマッチ |
| 年               | 出場        | 得点        |
| ---------------- | ----------- | ----------- |
| 2010             | 1           | 1           |
| 2011             | 7           | 2           |
| 通算             | 8           | 3           |

## タイトル

### チーム
サンフレッチェ広島
- ゼロックススーパーカップ：2016年

### 個人
- プロキシマス・リーグ得点王：2007-08
- デンマーク・スーペルリーガ得点王：2009-10
- 中国FAカップ得点王：2013
- J1リーグ得点王：2016
- J2リーグ得点王：2020
- Jリーグ・優秀選手賞：2016